# 大园站 (平壤市)
大園站（韓語：대원역）是朝鮮民主主義人民共和國平壤寺洞区域的一個鐵路車站，属于明堂线。

## 邻近车站
明堂线
梨峴站 - 大園站 - 明堂站